# Chrysalogoniidae
Chrysalogoniidae es una familia de foraminíferos bentónicos de la Superfamilia Nodosarioidea, del Suborden Lagenina y del Orden Lagenida. Su rango cronoestratigráfico abarca desde el Eoceno hasta la Actualidad.

## Clasificación
Chrysalogoniidae incluye a los siguientes géneros:
- Amphimorphina
- Amphimorphinella  †
- Anastomosa  †
- Chrysalogonium
- Cribroconica  †
- Epelistoma  †
- Lotostomoides  †
- Scallopostoma  †